# 아토스산의 아타나시오스
아토스산의 아타나시오스(그리스어: Αθανάσιος ο Αθωνίτης)는 트라페준타의 아타나시오스(920년경 ~ 1003년경)라고도 불리며, 아토스산에 동방 정교회의 공동체를 설립한 비잔티움의 수사이다. 그 수도원 공동체는 그 이래로 동방 정교회 수도원주의의 가장 큰 중심지로 발전해왔다.

## 생애
트라페준타에서 태어나 미하일 말레이노스에 의해 후원받은, 그는 콘스탄티노폴리스에서 공부했으며 거기서 미하일의 조카 니키포로스 포카스와 함께 대단한 영향력을 지닌 열렬한 설교가 아브라함으로 유명해졌다. 니키포로스 포카스가 제국의 왕좌에 오를 때 즈음에, 아브라함은 수도에서 수사의 삶의 느슨한 도덕관에 불편함을 느꼈고, 그의 이름을 아타나시오스로 바꾸고 비티니아의 키미나스산의 수사로 들어갔다. 958년에, 그는 아토스산으로 이동했다.
거기서 그는 사라센에 대항하여 은수자들이나 수도 단지들의 방어를 도왔고, 또한 이미 있던 수도 단지들을 니키포로스의 재정적인 원조로 건설될, 대 라브라로 알려지게 될 수도원으로의 통합을 시작했다. 그 수도원은 958년에 봉헌되었다. 그 곳은 지금도 여전히 사용되며, 그 지역 사람들에게는 종종 간단히 "라브라" 또는 "수도원" 지역으로 언급된다. 수도원이 건립되고 얼마 지나지 않아 곧이어 세 곳의 다른 수도원들의 건립이 뒤따랐다. 그 세 곳의 수도원들은 현재까지 남아있다. 아타나시오스는 그의 수도원 설립에 있어서 이미 있던 은수자들의 적지 않은 반대에 부딪혔다. 그들은 그의 침범과 먼저 있던 은수자들의 삶에 규칙과 규율을 들여오는 그의 시도에 분개했다.
니키포로스가 서거함으로, 아타나시오스의 적들이 우세하게 되었고, 그는 아토스를 떠나, 키프로스로 가야 했고, 거기서 새로운 황제가 등극할 때까지 살았다. 황제 요안니스 치미스키스는, 대 라브라의 후원을 재개했고, 971년에 그 수도원에 첫 번째 헌장을 수여했다. 아타나시오스는 영적인 통찰로 감명을 받아, 한 때 아토스로 돌아와서 헤구멘(수도원장)이 되었고, 데오도레 스투디테와 성 대 바실리오스에 의해 편찬된 저서들의 기반이 된 케노비테들을 위한 티피콘을 소개했다.
그는 사고로 사망했는데, 성당 큐폴라가 붕괴될 때, 떨어진 석조물에 깔려 죽었다. 아타나시오스가 죽자마자, 그는 성인으로 시성되었다. 그의 축일은 7월 5일이다.

## 참고 문헌
- Attwater, Donald and Catherine Rachel John. The Penguin Dictionary of Saints. 3rd edition. New York: Penguin Books, 1993. ISBN 0-14-051312-4.